# Staurogyne rivularis
Staurogyne rivularis là một loài thực vật có hoa trong họ Ô rô. Loài này được Merr. miêu tả khoa học đầu tiên năm 1912.